# 阿部菜摘子
阿部菜摘子（日语：／ Abe Natuko，2月9日—）是一名日本女性聲優，神奈川縣出身，INTENTION所屬。

## 人物
參加動畫製作企劃「Project ANIMA」中決定動畫化的作品《SAKUGAN》的女主角公開試鏡，並晉級到第二輪審查。。
興趣是聽音樂。持有的資格有圖書館管理員資格證和電鋸使用證照。

## 演出作品
※粗體字為主要角色。

### 電視動畫
2021年
- 轉生成蜘蛛又怎樣！
- SSSS.DYNAZENON（小孩α[3]）
- 前輩有夠煩（女性A、女子A、百貨商店的店員、女高中生B、小學生、貓、女性社員B、店員、女性社員A）
- 大正處女御伽話（小孩、麗美）
- SAKUGAN（女客人A）

2022年
- 里亞德錄大地（洛緹）
- 戀上換裝娃娃（活動參加者）
- 超異域公主連結☆Re:Dive Season 2（女招待）
- 時光代理人（學生）
- 女性向遊戲世界對路人角色很不友好（圍觀群眾）
- 史上最強大魔王轉生為村民A（拉緹瑪）
- 在地下城尋求邂逅是否搞錯了什麼IV 新章 迷宮篇（冒險者）
- 因為是反派大小姐所以養了魔王（少年庫洛德）
- VAZZROCK THE ANIMATION（幼兒園兒童C）
- 書蟲公主（大小姐）

2023年
- 傲嬌反派千金莉潔洛特與實況主遠藤同學及解說員小林同學（部員B）
- 異世界悠閒農家（莉塞／莉達、拉扎／拉爾）
- 偶像大師 灰姑娘女孩 U149（同級生A）
- Lv1魔王與獨居廢勇者（廣播）
- 堀與宮村 -piece-（女學生B）
- AI電子基因（田口的兒子）
- 聖女魔力無所不能（女僕）
- 神明選拔（能島千歌[4]）
- 我的新上司是天然呆（社員）

2024年
- 戰鬥陀螺 X（りこるん）
- 戰隊大失格（媽媽、接待小姐）
- 搖曳露營△ SEASON3（店員）
- 怪異與少女與神隱（女子）
- 聲優廣播的幕前幕後（工作人員）
- 終末的火車前往何方？（烏萊茲民、少年、女性）
- 前輩是偽娘（大我龍二〈幼年〉）
- 神之塔 -Tower of God- 王子的歸還（尼婭[5]）
- 義妹生活（小孩、自動販賣機的聲音）
- 曾經、魔法少女和邪惡相互為敵。（小孩A）
- 擅長逃跑的殿下
- 異世界失格（孤兒院的小孩們）
- 香格里拉·開拓異境～糞作獵手挑戰神作～ 2nd season（SF-Zoo女性B）
- 神明選拔 第2期完結篇（能島千歌）
- 村井之戀（女學生）
- 恰如細語般的戀歌（LIVE觀眾）

2025年
- MOMENTARY LILY 剎那之花（河津百合[6]）
- 結緣甘神神社（松崎花蓮[7]）
- 卡片戰鬥！！先導者 Divinez DELUXE篇（小孩）
- 異修羅 第2期（女兒）
- 超超超超超喜歡你的100個女朋友 第2期（符手翼龍子）
- 拜託請穿上，鷹峰同學（小學生A、女學生）
- MIRU 我的未來（播音員）
- 九龍大眾浪漫（播音員）

2026年
- 遭到流放的轉生重騎士憑藉遊戲知識大開無雙（瑪莉絲·埃德文[8]）

### 劇場版動畫
2021年
- 劇場版 咒術迴戰 0（路人）

### 遊戲
2021年
- 夢幻之星Online2 es（[9]）

2022年
- 大叔與貓 Super Miracle Puzzle（小貓[10]）
- 三國志幻想大陸（甄姫、王異）
- 問答RPG 魔法使與黑貓維茲（シャローム）
- 艦隊Collection（夏雲、Ranger）

## 外部連結
- Natsuko Abe｜Intention